# Dong Feng (halterófilo)
Dong Feng (1 de enero de 1986) es un deportista chino que compitió en halterofilia. Ganó una medalla de bronce en el Campeonato Mundial de Halterofilia de 2006, en la categoría de +105 kg.

## Palmarés internacional
| Campeonato Mundial | Campeonato Mundial              | Campeonato Mundial | Campeonato Mundial |
| Año                | Lugar                           | Medalla            | Categoría          |
| ------------------ | ------------------------------- | ------------------ | ------------------ |
| 2006               | Santo Domingo (Rep. Dominicana) | Medalla de bronce  | +105 kg            |